# Genís García
Genís García Iscza (ur. 18 maja 1978) – piłkarz andorski grający na pozycji pomocnika. Od 2007 roku jest zawodnikiem klubu FC Santa Coloma.

## Kariera klubowa
Na początku swojej kariery piłkarskiej García grał w Hiszpanii. Rozpoczął ją w klubie FC Andorra, w którym zadebiutował w 1996 roku i grał w nim do 1999 roku w Segunda División B, a w sezonie 1998/1999 – w Tercera División. W 1999 roku został zawodnikiem FC La Seu d'Urgell. W latach 2000–2002 ponownie grał w FC Andorra, a w latach 2002–2004 – ponownie w FC La Seu d’Urgell.
Latem 2004 roku García przeszedł do andorskiego klubu FC Rànger’s. W 2007 roku odszedł do FC Santa Coloma. W sezonach 2007/2008, 2009/2010 i 2010/2011 wywalczył z nim trzy tytuły mistrza Andory. W sezonach 2008/2009 i 2011/2012 zdobył z Santa Coloma dwa Puchary Andory.

## Kariera reprezentacyjna
W reprezentacji Andory García zadebiutował 25 czerwca 1997 roku w przegranym 1:4 towarzyskim z Łotwą, rozegranym w Rydze. W swojej karierze grał w: eliminacjach do Euro 2000, do MŚ 2002, do Euro 2004, do MŚ 2006, do Euro 2008 i do MŚ 2010. Od 1997 do 2010 roku rozegrał w kadrze narodowej 37 meczów.